# Pepino
För andra betydelser, se Pepino (olika betydelser).
Pepino (Solanum muricatum) är en art i familjen potatisväxter. Den kommer ursprungligen från Peru där den växer på Andernas sluttningar på små träd/stora buskar. Frukten är rund eller hjärtformad och kan ha upp till 20 cm diameter. Skalet är tunt och ljust med violetta streck. 
Under mognaden skiftar färgen från grönvit till svagt gul. Fruktköttet är Ijusgult och innehåller sällan frön. Det är saftigt och sött utan påtaglig syra. Smaken påminner något om päron, persikor och melon.

## Användning
Pepino är god att äta naturell, att skära i klyftor och servera med tunna skivor rökt skinka. Man kan också dela frukten och fylla håligheten i mitten med bitar av t.ex. jordgubbar och kiwi eller med portvin och servera som dessert.
Säsong:
Hela året (Sydamerika)
Förvaring 10-16°C (bör dock inte förvaras i kylskåp i hemmet).

## Synonymer
- Solanum guatemalense hort.
- Solanum hebephorum Dunal
- Solanum longifolium Sessé & Moc.
- Solanum melaniferum Moric. ex Dunal
- Solanum muricatum Aiton
- Solanum muricatum f. glaberrimum Correll
- Solanum muricatum var. papillosistylum Bitter
- Solanum muricatum var. parvifolium Kunth
- Solanum muricatum var. popayanum Bitter
- Solanum muricatum var. praecedens Bitter
- Solanum muricatum var. protogenum Bitter
- Solanum muricatum var. teleutogenum Bitter
- Solanum pedunculatum Willd. ex Roem. & Schult.
- Solanum saccianum Carrière & André
- Solanum saccianum Naudin
- Solanum scabrum Lam.
- Solanum variegatum Ruiz & Pav.
- Solanum wallisii Carrière